# Galeropygus
Galeropygus is een geslacht van uitgestorven zee-egels uit de klasse van de Echinoidea. Exemplaren van dit geslacht zijn slechts als fossiel bekend.

## Soorten
- Galeropygus marcoui †
- Galeropygus welschi Lambert, 1935 †